# Ozeanboden

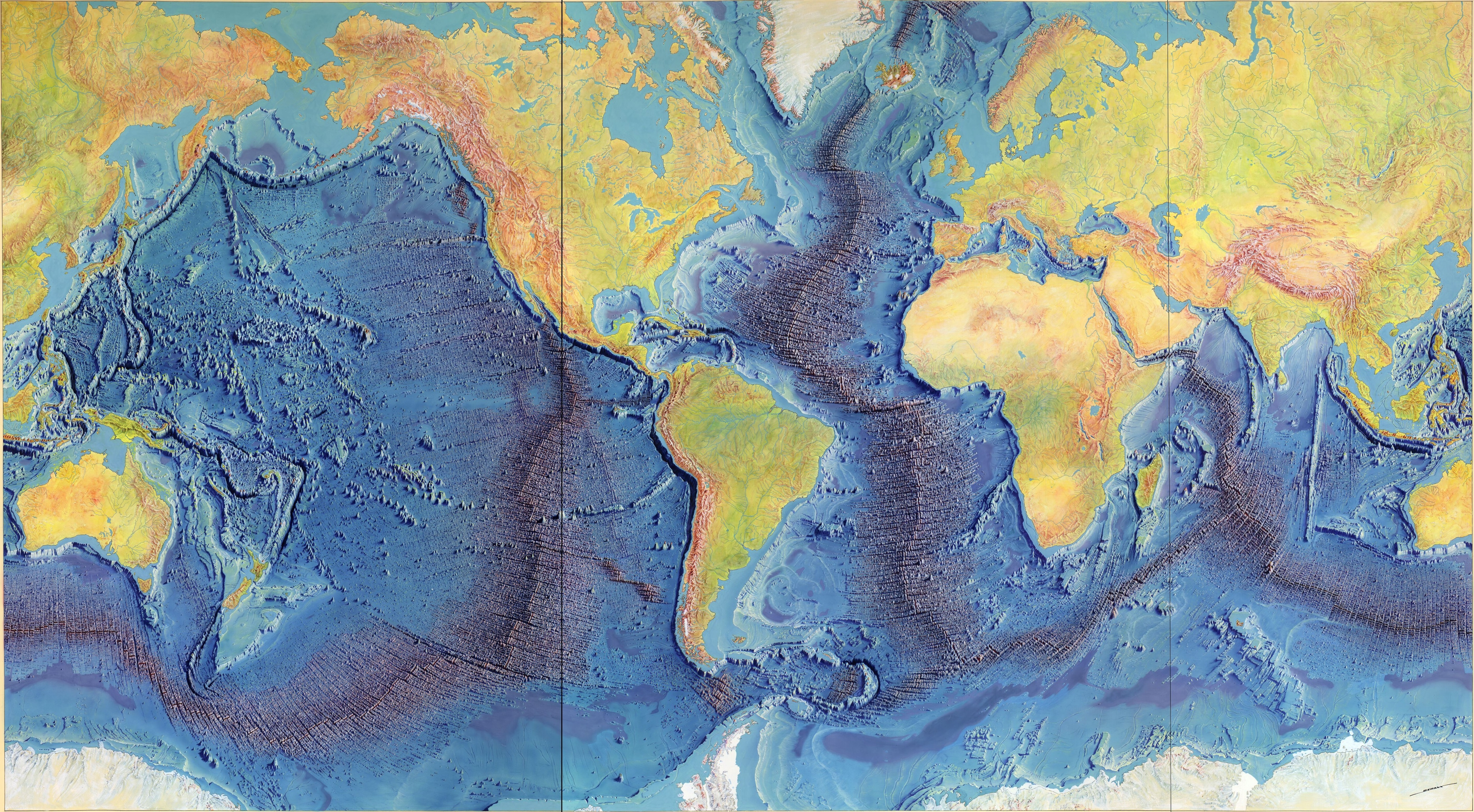
Blick auf die Ozeanböden der Erde. (Reliefkarte nach den Aufzeichnungen von Marie Tharp und Bruce Heezen gemalt von Heinrich Berann)

Der Ozeanboden (auch Meeresboden oder Meeresgrund genannt) ist der von Meerwasser bedeckte Teil der Lithosphäre der Erde und nimmt damit 71 % der Planetenoberfläche ein. Er besteht im Bereich des Kontinentalrandes aus kontinentaler, in den übrigen Bereichen aus ozeanischer Erdkruste.
Ozeanböden liegen im globalen Durchschnitt in etwa 3,8 km Tiefe unter dem Meeresspiegel (Kossinna, 1921). Den ausgedehnten und tiefen Meeresbecken steht eine viel geringere mittlere Höhe der Kontinente gegenüber, die nur etwa 800 m beträgt, was an den ausgedehnten Flachländern liegt, die rund zehnmal so viel Fläche wie die Gebirge bedecken.

## Begrifflichkeit
Während allgemeinsprachlich unter Ozeanboden der mehr oder weniger feste Grund der Weltmeere, also der Meeresboden, unabhängig von Sedimentbedeckung und Beschaffenheit des magmatisch entstandenen Untergrundes, verstanden wird, ist der Ausdruck Ozeanboden (nicht jedoch Meeresboden) in der Geologie und dort speziell im Zusammenhang mit der Plattentektonik weitgehend bedeutungsidentisch mit dem Ausdruck ozeanische Kruste. Das heißt, er bezieht sich nur auf die aus magmatischem Gestein bestehenden Anteile unterhalb einer ggf. vorhandenen Sedimentbedeckung und dabei nur auf solche Anteile mit einer chemischen Zusammensetzung, die der von sogenannten MOR-Basalten entspricht.

## Das Relief der Ozeanböden

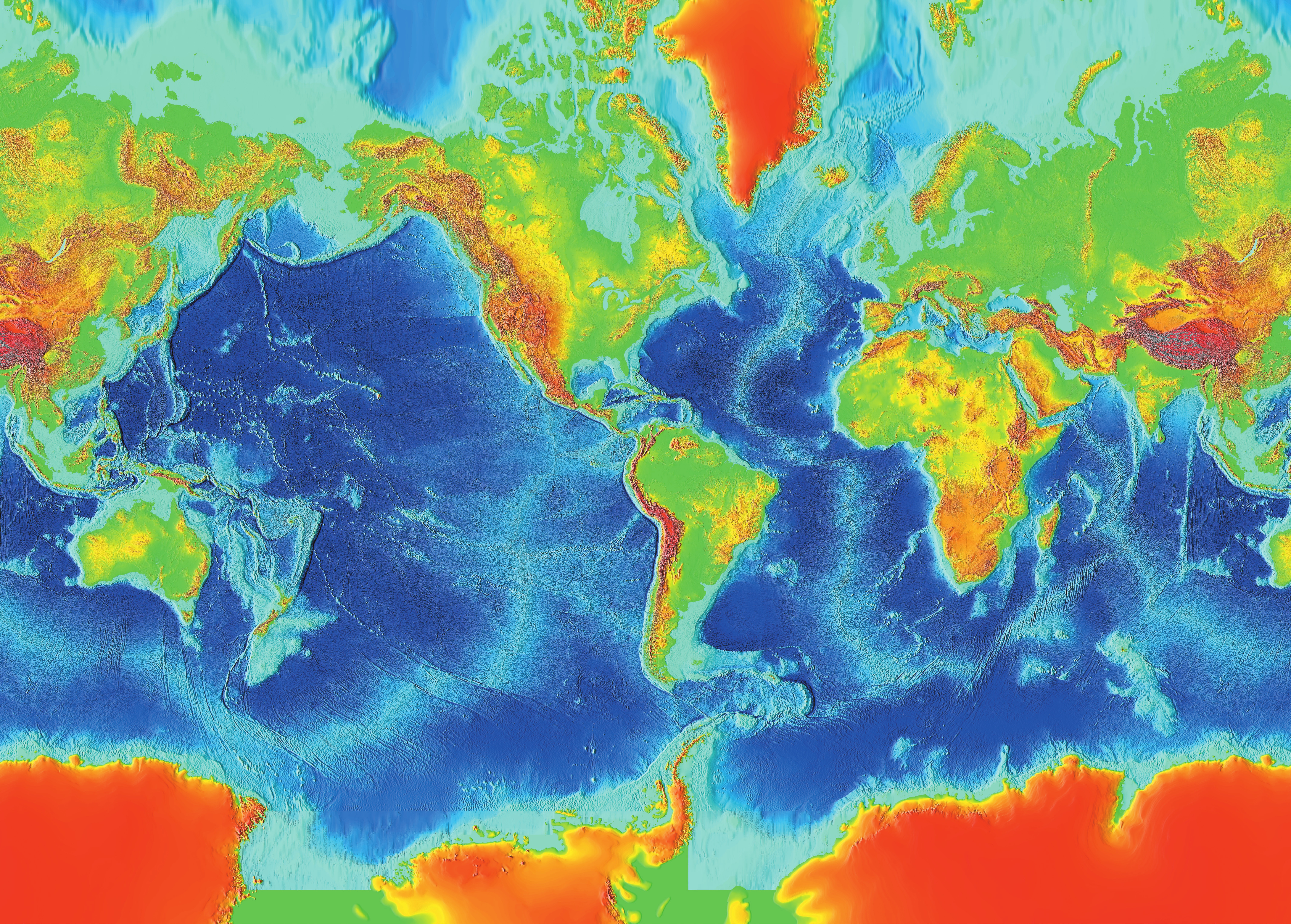
Physische Weltkarte mit Darstellung des Reliefs der Ozeanböden (World Data Center for Marine Geology & Geophysics, 2000). Unter anderem deutlich erkennbar die Schelfe und das Netz aus Mittelozeanischen Rücken.

### Allgemeines
Der Meeresboden ist von seiner Beschaffenheit her gleichförmiger als das Festland, denn er ist in deutlich geringerem Maße Erosion ausgesetzt als große Teile der Festlandsoberfläche. Erosion am Meeresgrund erfolgt hauptsächlich durch Wellenbewegung, Strömungen und durch Massenbewegungen, geringumfänglich auch durch Eisberge. Mithin wird vor allem die Tiefsee kaum durch Erosion beeinflusst.
Das großmaßstäbige Relief der Ozeanböden bzw. die Präsenz bestimmter Oberflächenformen steht in engem Zusammenhang mit der Plattentektonik. Zu diesen plattentektonisch bedingten Oberflächenformen gehören unter anderem die Mittelozeanischen Rücken und die Tiefseerinnen.

### Vom Kontinentalschelf zur Tiefsee
Wie ein Gürtel säumt eine Flachsee-Region, der Schelf, auch Festlandssockel genannt, die Festlandbereiche der Kontinente. Der Schelf repräsentiert gedehnte und ausgedünnte kontinentale Kruste und erreicht üblicherweise nur wenige 100 m Tiefe. Seine Breite schwankt zwischen wenigen Kilometern und 1500 km im Arktischen Ozean vor Sibirien. Ein Beispiel für einen sehr ausgedehnten und tiefen Schelfbereich bietet Zealandia im Südwestpazifik.
Während der Kaltzeiten des Pleistozäns („Eiszeit“), als der globale Meeresspiegel deutlich niedriger lag als heute, lagen weite Teile der Schelfe trocken, sodass sich größere Ströme dort tief einschneiden konnten. Diese eiszeitlichen Flusstäler bestehen heute in Form sogenannter Submariner Canyons fort und werden durch submarine Erosionsprozesse weiter geformt.
Auf die Schelfzonen folgen seewärts Kontinentalhang und Kontinentalfuß. Sie repräsentieren den Übergangsbereich zwischen kontinentaler und ozeanischer Kruste und reichen bis in eine Tiefe von 3500 bis 4000 m. Daran schließen in rund 4000 bis 5000 m Tiefe die Tiefseeebenen (vgl. auch Seebecken) an, die rund 50 % des Ozeanbodens einnehmen.

### Mittelozeanische Rücken
Die Mittelozeanischen Rücken, bilden mit einer Gesamtlänge von 60 000 km das längste zusammenhängende Gebirgssystem der Erde. Allein der Mittelatlantische Rücken ist über 15.000 km lang. Trotz ihres Namens verlaufen die Mittelozeanischen Rücken nicht zwangsläufig in der Mitte eines Ozeanbeckens. Als Paradebeispiel für einen exakt entlang der Längsachse des Ozeanbeckens verlaufenden Mittelozeanischen Rückens kann der Mittelatlantische Rücken dienen. Der Ostpazifische Rücken hingegen liegt alles andere als „mittelozeanisch“. Dies kommt unter anderem dadurch zustande, dass der Atlantik als Ozeanbecken geologisch deutlich jünger ist als der Pazifik.
Die Mittelozeanischen Rücken ragen selten so weit auf, dass sie als Inseln an der Meeresoberfläche sichtbar werden. Ein Extremfall ist die ausgesprochen große Insel Island, bei der mehrere geologische Phänomene zusammenwirken. Der Kamm der Mittelozeanischen Rücken ist auf seiner ganzen Länge von einer zentralen Grabenzone durchzogen. Kamm und Grabenzone sind vielfach durch querlaufende Brüche, die Transformstörungen, gegeneinander versetzt.
Die Mittelozeanischen Rücken sind das Ergebnis sehr ergiebiger vulkanischer Tätigkeit entlang der Naht jeweils zweier auseinanderstrebender tektonischer Platten (divergente Plattengrenzen). Dort steigt basaltisches Magma aus dem Erdmantel auf und erstarrt zu neuem Meeresboden. Der entsprechende Prozess, wird als Ozeanbodenspreizung und das dabei primär gebildete Gestein wird als MOR-Basalt bezeichnet. Die Erscheinungsform der Spreizungszonen als submarine Gebirgsketten wird dadurch verursacht, dass der junge und tief im Krusteninneren noch warme Basalt eine geringere Dichte und mithin mehr Auftrieb hat als der viele Millionen Jahre ältere und abgekühlte Basalt, der die Tiefseeebenen unterlagert.

### Tiefseerinnen und Inselbögen
An bestimmten Stellen der Ozeane finden sich schmale, langgestreckte, bogenförmige Vertiefungen. Diese als Tiefseerinnen (veraltet Tiefseegräben) bezeichneten Strukturen sind im Durchschnitt 40 km breit und 6 km tief. Dort liegen die tiefsten Stellen der Ozeane. In einigen dieser Rinnen liegt der Meeresboden in bis zu 11 km Tiefe.
Tiefseerinnen finden sich ausschließlich in sogenannten Subduktionszonen. Damit folgen sie einer anderen Form von Plattengrenzen der Erdkruste: Dort schieben sich schwerere ozeanische Krustenteile mit einigen Zentimeter pro Jahr unter leichtere kontinentale oder ozeanische Kruste (konvergente Plattengrenze). Die Tiefseerinnen repräsentieren dabei die Bereiche, an denen sich die Kruste der abtauchenden Platte abwärts biegt. Neben den Tiefseerinnen hat die Subduktion weitere Begleiterscheinungen. Dazu gehört ein ausgeprägter Vulkanismus auf der nicht-abtauchenden Platte, durch den sich bogenförmige vulkanische Berg- oder Inselketten in unmittelbarer Nachbarschaft der Rinnen bilden. Im Pazifik, dem einzigen Ozean, an dessen Rändern ausgedehnte Subduktionszonen existieren, wird dieses Vulkankettensystem als „Pazifischer Feuerring“ bezeichnet.
Der tiefste Punkt des Pazifik sowie aller Ozeane befindet sich mit 11.022 m u. NN. im Marianengraben im Westpazifik. Die tiefste Stelle des Atlantiks liegt mit 9219 m u. NN im Puerto-Rico-Graben am Ostrand der Karibik, und die möglicherweise tiefste Stelle des Indischen Ozeans liegt mit ca. 7450 m u. NN im Sundagraben vor Sumatra und Java.
Noch ist nur ein Bruchteil der Lebensformen erforscht, die unter den extremen Bedingungen der Lichtlosigkeit und des hohen Drucks am Grund der Tiefseerinnen leben können. Weil bei der Subduktion auch fast alle Sedimente des Tiefseebodens verloren gehen oder zumindest stark tektonisch beansprucht werden, ist auch über die Lebewelt der ozeanischen Tiefsee vergangener Erdzeitalter relativ wenig bekannt.

### Ozeanische Plateaus und Seamount-Ketten
Neben den Mittelozeanischen Rücken gibt es auch Unterwasserberge und -gebirge, die nicht unmittelbar mit der Plattentektonik zusammenhängen. Auch ihr Ursprung ist vulkanisch, aber dieser Vulkanismus wird durch einzelne Hot Spots („heiße Stellen“) im oberen Erdmantel hervorgerufen. Dadurch entstehen, zumeist fernab der Plattengrenzen, untermeerische basaltische Berge (Seamounts) und Plateaus, die bis zur Meeresoberfläche hinaufwachsen können. Der Basalt unterscheidet sich chemisch geringfügig vom Basalt der Mittelozeanischen Rückens und wird als OIB-Basalt (Ocean Island Basalt) bezeichnet. Bekannte Beispiele für solche Berge und Plateaus bieten der Hawaii-Archipel im Zentralpazifik und das Kerguelenplateau im südlichen Indischen Ozean. Der Hawaii-Archipel ist überdies nur der geologisch jüngste Abschnitt einer langgestreckten Insel- und Seamountkette, die im Laufe vieler Millionen Jahre in erster Linie durch die Drift der Pazifischen Platte über einen Hot Spot hinweg entstanden ist (siehe → Hawaii-Emperor-Kette).

### Flach- und Binnenmeere
Die Böden der meisten Binnenmeere sind relativ schwach gegliedert, wie man etwa an den Beispielen Ostsee (ein Schelf- bzw. Epikontinentalmeer) und Kaspisches Meer (ein isoliertes altes, tektonisch weitgehend ruhiges Ozeanbecken) beobachten kann. Eine Ausnahme bildet das Mittelmeer: Es ist ebenfalls der Rest eines alten Ozeanbeckens (siehe → Tethys), liegt aber im tektonisch hochaktiven Spannungsfeld zwischen der Afrikanischen und Eurasischen Platte, das sich besonders im östlichen Mittelmeer manifestiert. Im Hellenischen Graben vor der Westküste des Peloponnes erreicht es rund 5000 Meter Tiefe, während es im Zentrum der Ägäis nur höchstens einige 100 m tief ist. Da sich Afrika stetig nach Norden bewegt, schließt sich das Mittelmeerbecken. Es wird daher in der geologischen Zukunft immer schmaler werden, verlanden und schließlich als ausgedehntes Faltengebirge herausgehoben werden.

### Alter der Ozeanböden

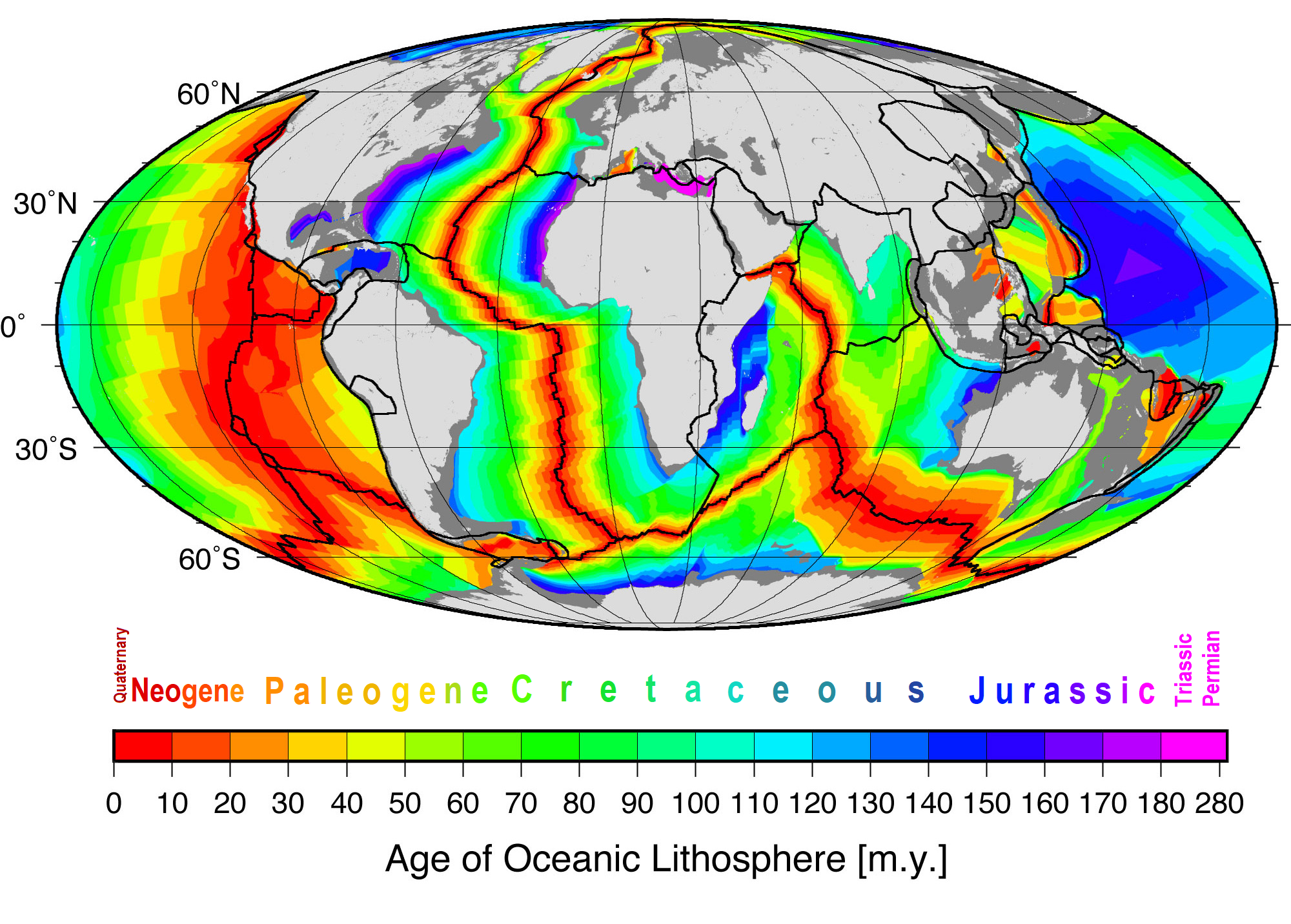
Weltkarte mit Verzeichnung des Alters der Ozeanböden. Man beachte das zumindest im Atlantik nahezu perfekt spiegelsymmetrische Muster der Krustenstreifen gleichen Alters.

Die bei Tiefbohrungen im Meeresboden vorgefundene heutige ozeanische Kruste (d. h. der Ozeanböden im engeren, plattentektonischen Sinn) ist, basierend auf radiometrischen Datierungen, überwiegend in den erdgeschichtlichen Zeitabschnitten Jura, Kreide und im Känozoikum entstanden. Dass nur in Ausnahmefällen ältere Kruste erhalten ist, liegt daran, dass die an den ozeanischen Spreizungszonen kontinuierlich gebildete Kruste in den Subduktionszonen wieder vernichtet wird (siehe oben). Die schwache, aber messbare durch das Erdmagnetfeld erzeugte Magnetisierung der ozeanischen Kruste wird dabei genutzt, um das Alter von Gesteinen zu bestimmen, die nicht radiometrisch datierbar sind (vgl. → Magnetostratigraphie).

## Sedimente der Ozeanböden

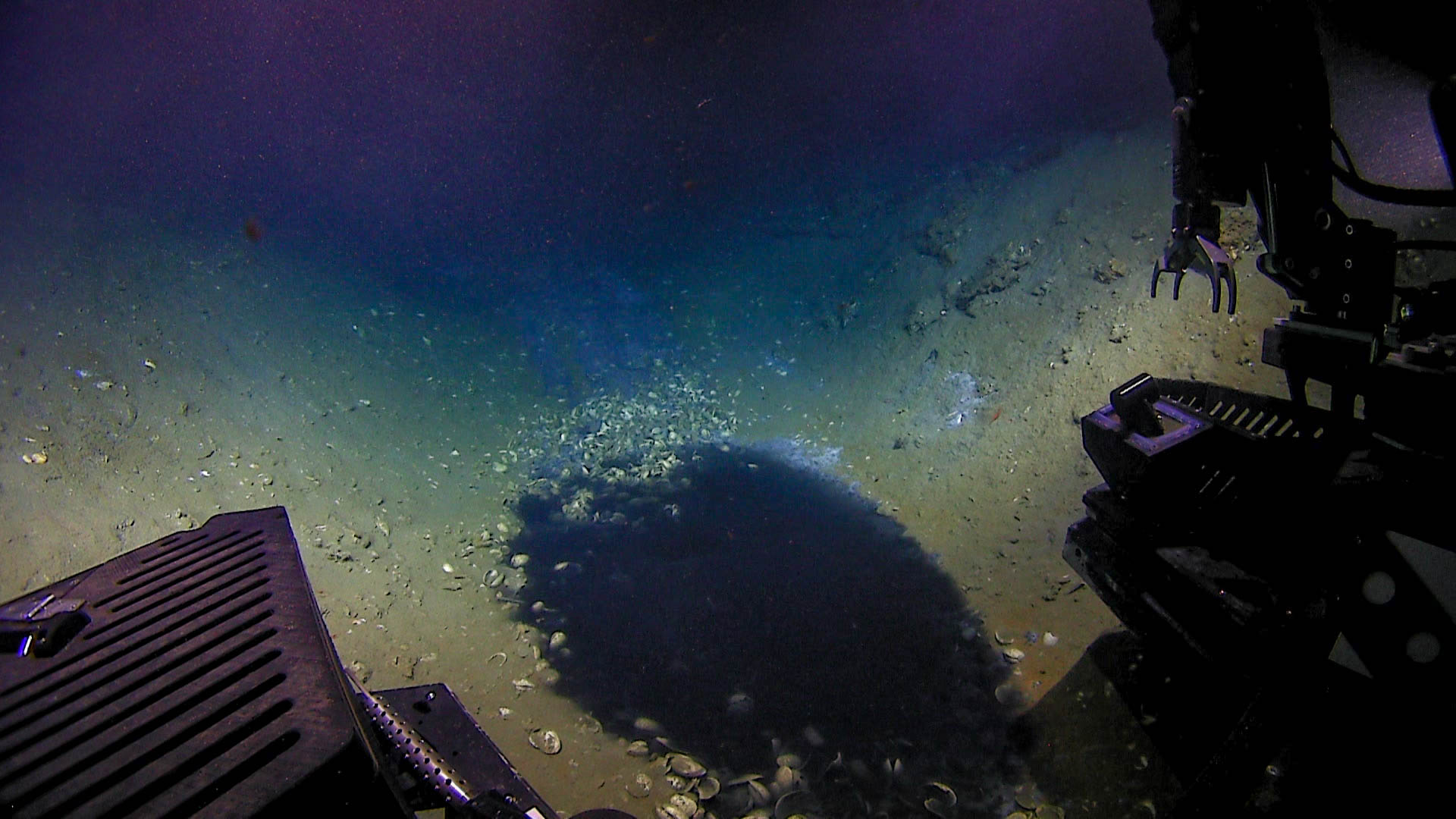
Ein unbemanntes Unterwasserfahrzeug auf dem aus marinen Sedimenten bestehenden Meeresgrund des Golfs von Mexiko in 1067 m Tiefe

Ozeanböden sind meist mit Tiefsee-Sedimenten bedeckt, deren Mächtigkeit im Durchschnitt 800 m beträgt, aber im Extremfall zwischen 0 und 5 km schwankt. Den marinen Lebensraum auf und in diesen Sedimenten bezeichnet man als Benthal.
Da Ozeanböden sich ständig von den mittelozeanischen Rücken her erneuern und an den Ozeanrändern in den Subduktionszonen wieder abtauchen, nimmt die Sedimentmächtigkeit mit zunehmender Entfernung zu den Rücken zu. Die Ablagerungen unterteilt man je nach Wassertiefe in Flachmeer- und Tiefseeablagerungen. Grob vereinfacht gilt, dass die Größe der Sedimentpartikel abnimmt, je weiter man sich von der Küste entfernt.

### Flachmeerablagerungen
Das Flachmeer umfasst den vom Ozean überspülten Teil des Kontinentalsockels, auch Kontinentalschelf genannt. Dieser Bereich wird durch Brandung, Gezeiten und Strömung teilweise stark bewegt. Dort bestehen die Sedimente auch aus Sanden und Kiesen, in den Tropen auch in bedeutendem Umfang aus karbonatischem Material (z. B. Korallenriffe).

### Tiefseeablagerungen
Weit mehr als die Hälfte des Meeresbodens besteht aus Tiefseeablagerungen. Diese sogenannten Hochseeschlämme enthalten fast ausschließlich sehr feinkörniges Material und bestehen aus Tonpartikeln und karbonatischen und/oder silikatischen Resten von Mikro- und Nanoplankton.

### Mikroplastik
Laut der möglicherweise ersten wissenschaftlichen Schätzung, basierend auf einer berechneten durchschnittlichen Masse von Mikroplastik pro cm³ in internationalen Studien, befanden sich Stand 2020 ca. 14 Mio. Tonnen Mikroplastik in den Meeresböden, was etwas über der geschätzten Menge an Plastikmüll in den Ozeanen lag.
Laut einer Anfang April 2024 im Fachmagazin Deep Sea Research Part I: Oceanographic Research Papers veröffentlichten Studie der australischen Wissenschaftsbehörde CSIRO und der kanadischen University of Toronto befinden sich zwischen geschätzt drei und elf Mio. Tonnen Plastikmüll auf den Ozeanböden, davon ca. die Hälfte (46 %) oberhalb von 200 Metern Wassertiefe, der Rest in den Meerestiefen von bis zu 11.000 Metern. Die Plastikverschmutzung auf dem Meeresboden könne demzufolge bis zu 100-fach stärker sein als die an der Meeresoberfläche; Ozeanböden seien damit langfristige Deponien bzw. Reservoire den größten Teil der maritimen Plastikvermüllung, was durch die in der kalten Umgebung stark verlangsamte Kunststoff-Zersetzung verschärft werde – hier mangelt es am dafür nötigen Sauerstoff und der entsprechenden Ultraviolettstrahlung.

## Geschichte der Ozeanbodenforschung
Die systematische Erforschung der Meeresböden begann mit Tiefenmessungen, die seit 1922 mit Echolot durchgeführt wurden. Dabei sendet man während der Fahrt Schallwellen zum Meeresboden, die dort reflektiert und als Echo von einem Empfänger aufgezeichnet werden.
Die erste gedruckte, noch sehr detailarme bathymetrische Karte eines größeren ozeanischen Bereiches erschien aber bereits 1853 auf der Grundlage von Lotmessungen des US-amerikanischen Forschungsschiffes Dolphin unter dem späteren Konteradmiral Samuel Rhoads Franklin. Die Dolphin sollte den Zentralatlantik nach einer geeignete Route für die Verlegung eines transatlantischen Telegrafenkabels erkunden.
Später versuchten Forscher selbst in größere Tiefen abzutauchen. So erreichten Jacques Piccard und Don Walsh mit einem Tauchschiff im Marianengraben eine Tiefe von 10 916 m.
Die sehr bekannte physische Weltkarte, die auch das Relief der Ozeanböden einschließt, wurde, wahrscheinlich 1977, vom österreichischen Grafiker Heinrich C. Berann gezeichnet. Grundlage der Karte waren die ab 1957 laufenden ozeanographischen Kartierarbeiten der Geowissenschaftler vom Lamont-Doherty Earth Observatory Marie Tharp und Bruce C. Heezen.